# Megatèrids
Els megatèrids (Megatheriidae) són una família extinta de mamífers placentaris de l'ordre Pilosa. Eren peresosos terrestres, parents dels peresosos actuals, que van habitar Amèrica des de començaments de l'Oligocè fins fa 8.000 anys, ben entrat l'Holocè, com confirmen les últimes troballes al Perú, l'Argentina i Xile.

## Taxonomia
Els megatèrids inclouen tres subfamílies i diversos gèneres:
FAMÍLIA MEGATHERIIDAE Gray, 1821
- Subfamília †Megatheriinae
  - Tribu †Megatheriini
    - Subtribu †Prepotheriina
      - Gènere †Proprepotherium
      - Gènere †Planops
      - Gènere †Prepotherium

    - Subtribu †Megatheriina
      - Gènere †Megathericulus
      - Gènere †Promegatherium
      - Gènere †Plesiomegatherium
      - Gènere †Megatheridium
      - Gènere †Pyramiodontherium
      - Gènere †Megatherium
      - Gènere †Eremotherium
      - Gènere †Ocnopus
      - Gènere †Perezfontanatherium
- Subfamília †Schismotheriinae
  - Gènere †Schismotherium
  - Gènere †Hapalops
  - Gènere †Parapelecyodon
  - Gènere †Analcimorphus
  - Gènere †Hyperleptus
  - Gènere †Neohapalops